# Epizykeltheorie
Die Epizykeltheorie besagt, dass ein beweglicher Stern sich auf einer kleinen Kreisbahn – Epizykel („Aufkreis“) genannt – bewegt, die ihrerseits auf einer großen Kreisbahn – Deferent („Trägerkreis“) genannt – um einen festen Mittelpunkt wandert. Der Epizykel (griechisch epíkyklos „Neben- oder Aufkreis“, von epi „auf“, kyklos „Kreis“) ist also „ein auf einem Kreis kreisender Kreis“. Diese Theorie wurde vermutlich von Apollonios von Perge gegen Ende des 3. Jahrhunderts v. Chr. aufgestellt und war in der  Astronomie fast 2000 Jahre lang bis ins 17. Jahrhundert vorherrschend. Mit der Epizykeltheorie konnte begründet werden, warum die Planeten sich gegenüber den Fixsternen mit variierender Geschwindigkeit bewegen und manche zuweilen auf einer Schleifenbahn sogar rückwärts laufen. Wegen des religiös motivierten Glaubens an eine Beziehung zwischen Sternen und Göttern wurden solche Bewegungen, aber auch enge Begegnungen der Planeten untereinander oder mit bestimmten Sternen, als äußerst wichtige Ereignisse eingestuft (→ Astrologie).
Grundlage der Epizykeltheorie ist die Lehre des Aristoteles, dass es bis auf die Mondphasen am Himmel keine Veränderungen geben kann, und dass unter den Bewegungen einzig die gleichförmige Kreisbewegung vollkommen ist und ohne äußere Einwirkung abläuft. Demnach müssen alle Bewegungen außerhalb der Mondbahnsphäre gleichförmige Kreisbewegungen sein.
Im ptolemäischen Weltbild wurde die Epizykeltheorie systematisch ausgebaut, um die Bewegungen von Mond, Sonne und Planeten gegenüber dem Sternenhimmel zu erklären, wie sie von der Erde aus erscheinen (→ geozentrisches Weltbild). Auch im heliozentrischen Weltbild nach Nikolaus Kopernikus wurden noch Epizykel eingesetzt, wobei die Deferenten für die Planeten nun eine von Kopernikus ermittelte mittlere Sonnenposition zum Mittelpunkt hatten.
Die Epizykeltheorie wurde erst von Johannes Keplers Theorie der ellipsenförmigen Planetenbahnen abgelöst.

## Einzelheiten

### Ptolemäisches Weltbild

Darstellung von Deferent und Epizykel nach Ptolemäus. Im Centrum Mundi befindet sich die punktförmige Erde. Um die Exzentrizität des Planeten versetzt, befindet sich darüber das Centrum Deferentis. Im gleichen Abstand liegt darüber das Centrum Equantis. Von diesem Punkt aus bewegt sich der Epizykel mit konstanter Winkelgeschwindigkeit auf dem Deferenten, was durch die blau gefärbten Flächen symbolisiert wird. Die Überlagerung von Epizykelbewegung und Deferentenbewegung ist als gestrichelte rote Linie zu sehen. Die grüne Linie zeigt den wahren Ort des Planeten auf der Ekliptik. Zusätzlich ist auf der Verlängerung der Linie der Zentren die sogenannte Aux des Planeten angezeigt; der Winkel zwischen diesem Punkt auf der Ekliptik und dem Frühlingspunkt wird ebenfalls Aux genannt.

Viele Rechenmodelle der Antike hat Ptolemäus im Almagest zusammengetragen. Damit schuf er ein benutzbares Handbuch, das für die nachfolgenden Wissenschaftsgenerationen im arabischen und lateinischen Mittelalter verbindlich war. Die Planetenbewegungen werden darin auf Basis der Epizykeltheorie mit der Erde als Zentrum erklärt.
Nach der Epizykeltheorie bewegen sich die Planeten – zusätzlich zum täglichen Umlauf um die Erde – entlang eines kleinen Kreises, des Epizykels, der sich seinerseits entlang eines größeren Kreises bewegt, der Deferent genannt wird (auch deferierender Kreis; von lateinisch deferre „wegtragen“, „mitnehmen“). Die Kreise liegen etwa parallel zur Ebene der jährlichen Umlaufbewegung der Sonne (Ebene der Ekliptik). Die Bewegung entlang jedes Kreises erfolgt mit konstanter Geschwindigkeit jeweils gegen den Uhrzeigersinn. Die Planetenbahnen in diesem System sind der „verschlungenen“ oder verlängerten Zykloide ähnlich.
Von der Erde im Mittelpunkt des Deferenten aus gesehen bewegt sich der Planet zum einen mit der langsamen Bewegung auf dem Deferenten gegen den Uhrzeigersinn, was der durchschnittlichen Bewegung des Planeten durch den Sternenhimmel entspricht. Zum anderen summiert sich während der Hälfte der Zeit zu dieser Bewegung die ebenfalls gegen den Uhrzeigersinn gerichtete Bewegung auf dem Epizykel. In der übrigen Zeit aber läuft der Planet auf dem Epizykel entgegengesetzt zur Bewegung auf dem Deferenten, wodurch sich seine Gesamtbewegung am Himmel verlangsamt und schließlich für kurze Zeit rückläufig wird, sodass die Planetenbahn schließlich eine Schleife vollführt.
Dieser rechnerische Kunstgriff reichte aber nicht aus, um die immer genauer beobachteten Planetenbewegungen angemessen zu beschreiben. Daher wurde die Epizykeltheorie spätestens schon von Ptolemäus mit der Exzentertheorie von Hipparch verbunden, in der die Erde gegenüber dem Zentrum des Deferenten versetzt ist. Ferner führte Ptolemäus den Äquanten oder „Ausgleichspunkt“ ein, einen Punkt, der von der Erde aus hinter dem Mittelpunkt des Deferenten liegen sollte, aber doppelt so weit entfernt wie dieser. Der Grundgedanke von der Gleichförmigkeit der Kreisbewegung wurde auf den Äquanten angewendet: Der Epizykelmittelpunkt sollte auf dem Deferenten gerade so umlaufen, dass sie nicht vom Mittelpunkt, sondern vom Äquanten aus gesehen gleichförmig erscheinen würde. An diesem rechnerischen Kunstgriff wurde aber auch kritisiert, dass er kaum noch mit der aristotelischen Lehre von den gleichförmigen Kreisbewegungen um den Mittelpunkt der Welt – also die Erde – vereinbar sei. Nikolaus Kopernikus zeigte, dass man auf den Äquanten auch wieder verzichten kann, indem man zum ptolemäischen Himmelsmodell weitere, geeignet gewählte Epizykel hinzufügt (Epizykel auf Epizykeln). Gleichzeitig führte er das heliozentrische Weltbild ein, in dem es nicht mehr notwendig war, die Bewegung der Erde einschließlich ihrer Ungleichförmigkeiten in jeder einzelnen Planetenbahn getrennt zu berücksichtigen. So konnte er auf eine gewisse Anzahl von Epizyklen verzichten. Im Ergebnis erreichte Kopernikus im Vergleich mit dem ptolemäischen System mit einer etwa gleichen Anzahl von Epizyklen eine etwa gleiche Genauigkeit in der Beschreibung der Planetenbewegung.  Beide Systeme führten zu Positionsfehlern von bis zu 10 Bogenminuten (1/3 Monddurchmesser). Das war nicht unbedeutend in der damaligen, noch sehr von Astrologie geprägten Zeit, denn es kann in der Vorhersage des Zeitpunkts bestimmter astronomischer Ereignisse einen Fehler von einigen Tagen bedeuten – so z. B. beim Zusammentreffen zweier Planeten oder eines Planeten mit einem Fixstern.(S. 58)

### Vergleich mit Keplerbahnen

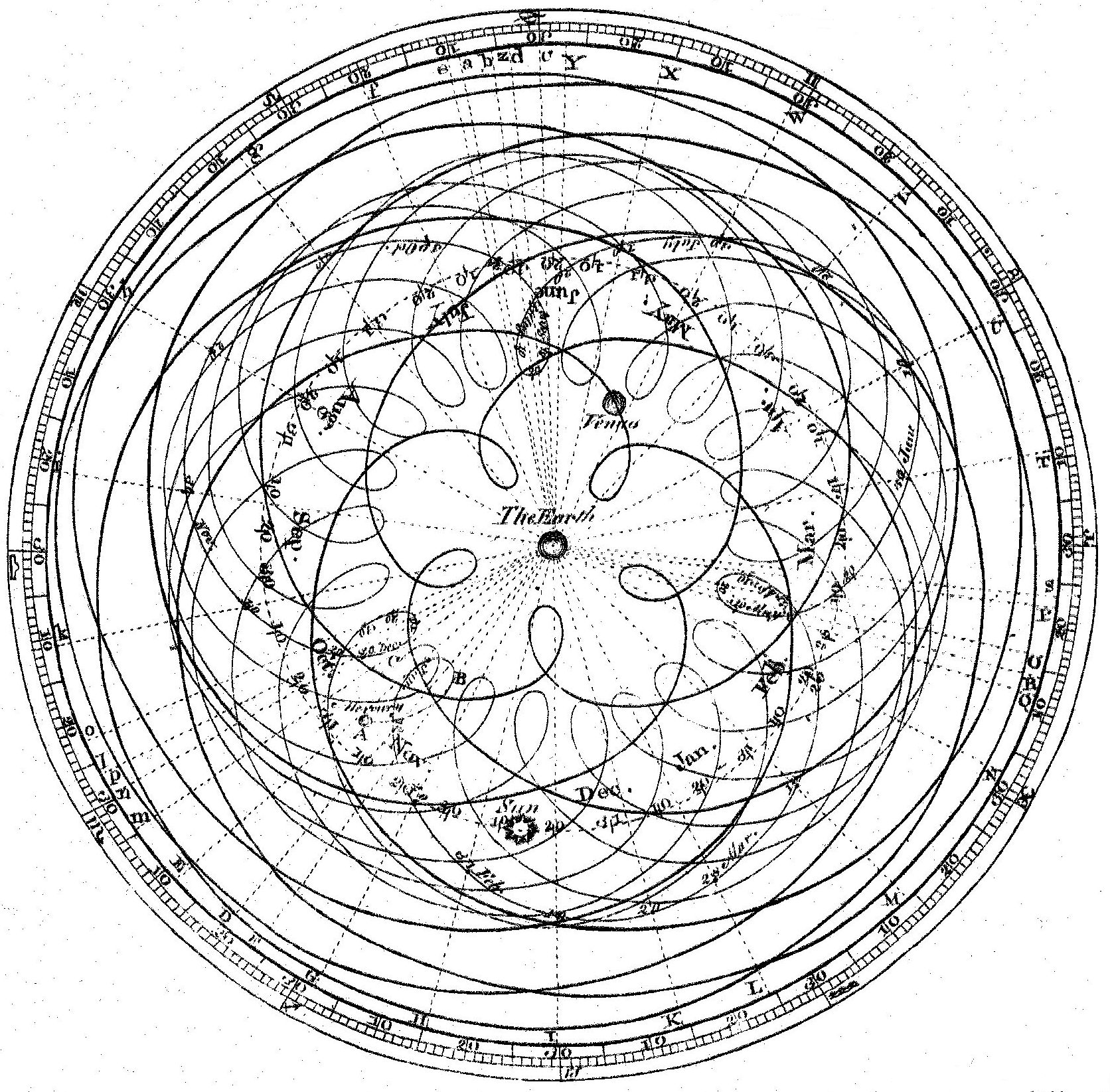
Bahnen von Sonne, Merkur, Venus für 7 Jahre nach dem geozentrischen System von Ptolemäus

Alternative Beschreibung einer elliptischen Bahn durch eine epizyklische Bewegung

Mit dem rechnerischen Kunstgriff eines Epizykels kann man (bei entgegengesetztem Drehsinn, s. Abbildung) auch eine exakt elliptische Bahn beschreiben, wie sie im 17. Jahrhundert von Johannes Kepler (mit der Sonne in einem der Brennpunkte der Ellipse) als zutreffend erkannt wurde (erstes Keplersches Gesetz). Der Äquant würde dann in dem anderen Brennpunkt liegen und nach dem zweiten Keplerschen Gesetz tatsächlich die Eigenschaft zeigen, dass von ihm aus gesehen die Winkelgeschwindigkeit des Umlaufs in den Bereichen der Sonnennähe und der Sonnenferne gleich ist. Mit der seinerzeit vorgeschriebenen Annahme, alle Kreisbewegungen müssten gleichförmig ablaufen, ergeben sich für die Positionen bei mittleren Entfernungen von der Sonne dann aber falsche Zeitpunkte, wie Kepler aufgrund der detaillierten und genauen Beobachtungen von Tycho de Brahe feststellte. Das musste durch eine variierende Bahngeschwindigkeit berichtigt werden; Kepler fand heraus, dass der Betrag der Geschwindigkeit des Planeten in seiner Bahn in der Weise variiert, dass die von seinem Ortsvektor (von der Sonne zum Planeten) überstrichene Fläche sich linear mit der Zeit ändert – oder wie Kepler es in seinem zweiten Gesetz formulierte: dass die Verbindungslinie von der Sonne zum Planeten in gleichen Zeitintervallen gleich große Flächen überstreicht. Diese Bewegung erscheint vom anderen Fokus aus gesehen tatsächlich fast gleichförmig (der Fehler liegt im Bereich der Exzentrizität der Bahnellipse zum Quadrat, ist also selbst beim Planeten Mars noch unter einem Prozent). Angesichts solch naher Übereinstimmung erscheint Keplers Entdeckung besonders bemerkenswert.

### Theorie des Ptolemäus für die Bahnen von Sonne, Mond und Planeten
Für die Planeten Venus, Mars, Jupiter und Saturn gab Ptolemäus eine einheitliche Theorie zur Beschreibung der Planetenbewegung im Almagest an. Im Mittelpunkt des Universums, dem Centrum Mundi, befindet sich die punktförmige Erde, von der aus der Betrachter die Bewegungen des Planeten vor der Fixsternsphäre sieht. Ausgangspunkt der Betrachtungen ist die Ekliptik, die in zwölf Abschnitte gemäß der Tierkreiszeichen aufgeteilt ist. Jeder dieser Abschnitte ist wiederum in 30 Winkelgrade unterteilt. Der Mittelpunkt des Deferenten eines Planeten ist um die sogenannte Exzentrizität gegenüber dem Centrum Mundi verschoben. Die Bewegung des Epizykelzentrums auf dem Deferenten erfolgt ungleichmäßig gegenüber dem irdischen Betrachter im Centrum Mundi, aber auch bezogen auf das Centrum Deferentis ist die Bewegung ungleichmäßig. Es gibt jedoch einen weiteren Ort, das Centrum Equantis, von dem aus die Bewegung des Epizykelzentrums mit konstanter Winkelgeschwindigkeit erfolgt. Alle drei Punkte liegen auf der Linie der Zentren, welche wiederum gegenüber dem Frühlingspunkt auf der Ekliptik einen bestimmten Winkel, die sogenannte Aux, annimmt. Der Planet umkreist mit konstanter Winkelgeschwindigkeit das Zentrum des Epizykels. Ein Projektionsstrahl, der vom Centrum Mundi durch den Planeten geht, projiziert den wahren Ort des Planeten auf das ekliptikale Koordinatensystem. Da in diesem Modell sowohl der Deferent als auch der Epizykel gegenüber der Ekliptik eine Schiefstellung aufweisen, kann die Bewegung des Planeten in ekliptikaler Länge und ekliptikaler Breite angegeben werden. Die Aux des Planeten ist nicht konstant, sondern wandert laut Ptolemäus mit einer Geschwindigkeit von 1° pro Jahrhundert im Uhrzeigersinn durch die Ekliptik. Diese Bewegung wird durch die Präzession der Erdachse verursacht. Moderne Messungen zeigen, dass die beschriebene Bewegung mit einer Geschwindigkeit von etwa 1° innerhalb etwa 70 Jahren erfolgt (ein kompletter Umlauf dauert etwa 25800 Jahre).
Da die Sonne nur eine einzige astronomische Anomalie besitzt, also innerhalb eines Jahres lediglich eine zeitlich variable Bewegungsgeschwindigkeit aufweist, kann das ptolemäische Sonnenmodell sowohl mit Hilfe eines Exzenters als auch mit Hilfe eines Epizykels dargestellt werden. Die Gleichwertigkeit beider Theorien wird im Almagest bewiesen.
Für Mond und Merkur sind kompliziertere Modelle erforderlich. Die Mondbewegung wird durch die Sonne stark gestört – von Vollmond bis Neumond beschleunigt, in der anderen Monatshälfte verzögert –, so dass der Mond einen derart großen Epizykel haben müsste, dass sein Abstand zur Erde und damit seine (scheinbare) Größe erheblich variieren müsste. Beim Merkur steht die besonders stark elliptische Bahn der Näherung durch Epizykel im Wege.
Ihrem Prinzip nach kann man die Epizykeltheorie als eine Approximation der tatsächlichen Planetenbahnen durch Fourier-Reihen betrachten, zumindest im Fall gleichförmiger Bewegungen, wie man sie in den Modellen der Bewegung von Mond und Sonne vorfindet. Diese Parallele wurde spätestens durch Giovanni Schiaparelli entdeckt und durch Giovanni Gallavotti formal bewiesen.

## Überwindung durch Kopernikus und Kepler

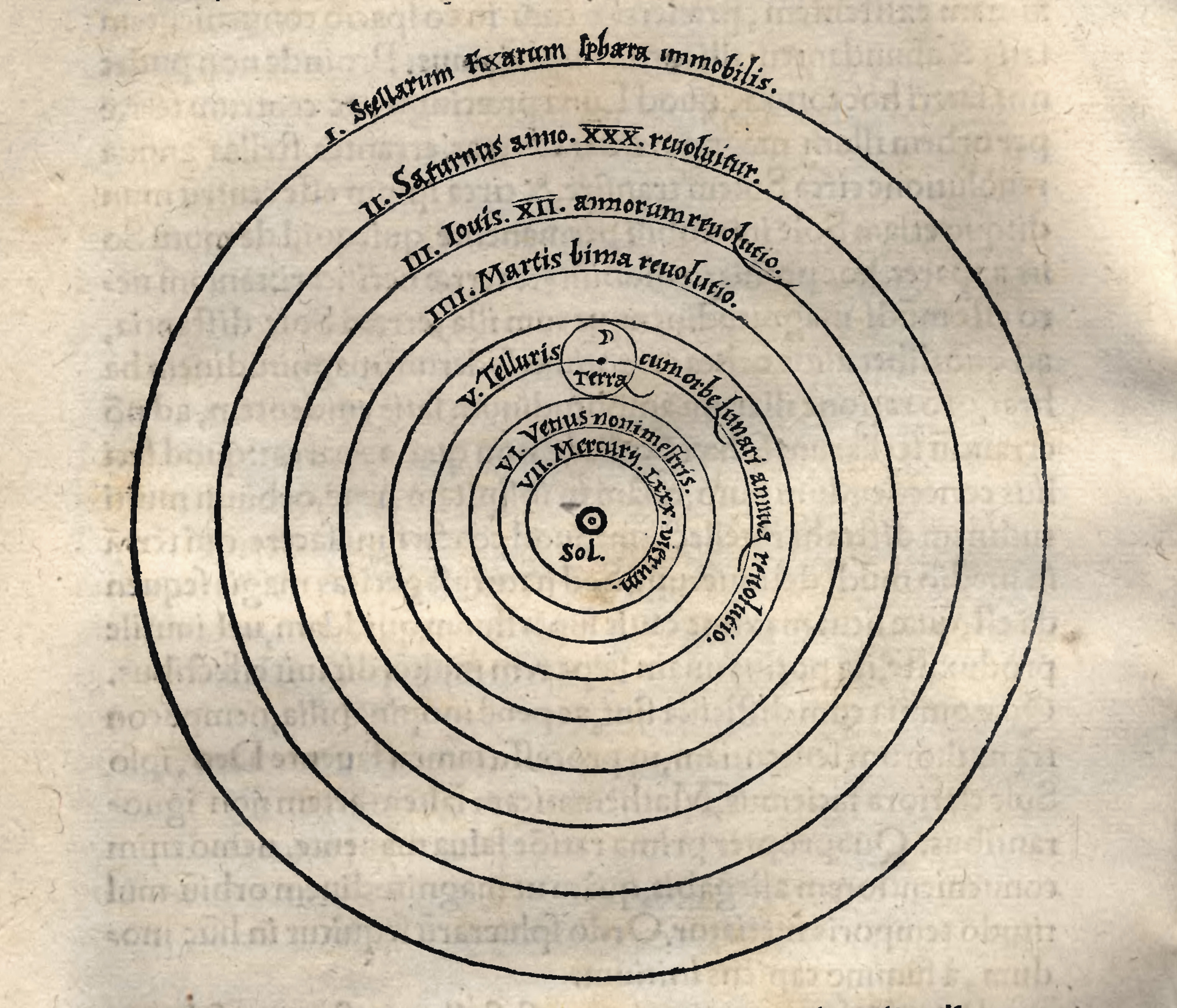
Kopernikanisches System. Die Planetenbahnen sind kreisförmig, aber hier nicht maßstäblich gezeichnet.

Das heliozentrische Weltbild benötigt keine Epizykel, um die Umkehrungen in allen Planetenbahnen zu erklären. Es genügt die Betrachtung der Relativbewegung von Planet und Beobachter auf der Erde. Da das neue Modell von Kopernikus aber weiterhin von exakt kreisförmigen Umlaufbahnen ausging, mussten Unstimmigkeiten mit den Beobachtungen weiterhin durch Epizykel erklärt werden. Kopernikus verwendete in seinem Weltsystem noch 48 Epizykel.
Erst durch die Keplerschen Gesetze wurde die Epizykeltheorie obsolet: Das „natürliche“ Modell der Planeten auf ellipsenförmigen „Keplerbahnen“ um die Sonne benötigt keine Korrektur durch überlagerte Epizykel.